# Zonnemaximum

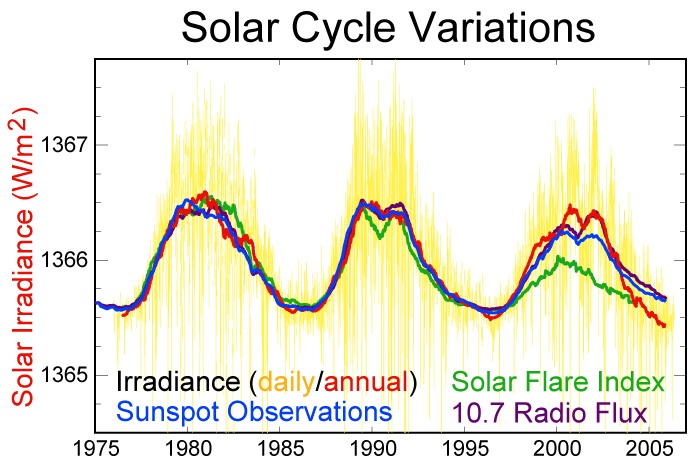
Pieken en dalen in de drie recente zonnecycli

Een zonnemaximum is de periode van de grootste zonne-activiteit in de elfjarige zonnecyclus van de Zon. 
Tijdens een zonnemaximum verschijnen er grote aantallen zonnevlekken op het oppervlak van de Zon. De hoeveelheid energie die de Zon uitstraalt is tijdens een zonnemaximum ongeveer 0,07% hoger dan tijdens een zonneminimum. Voor een illustratie van dit feit zie het plaatje rechts. 
Deze toegenomen uitstraling van energie tijdens een zonnemaximum kan in potentie een invloed hebben op het wereldwijde klimaat.  Recente studies hebben aangetoond dat er een correlatie bestaat met regionale weerpatronen. 
Tijdens een zonnemaximum zijn de magnetische veldlijnen op de Zon het meest vervormd, dit omdat het magnetische veld aan de zonne-evenaar met een iets hoger tempo draait dan aan de zonnepolen. De zonnecyclus, de periode van het ene zonnemaximum naar het andere duurt gemiddeld ongeveer 11 jaar. Maar er is een flinke variatie. Er zijn zonnecycli van 9 jaar waargenomen, maar ook van 14 jaar.
Tijdens een zonnemaximum treden grote zonnevlammen op. Tijdens de zonnestorm van 1859 werd de Aarde bijvoorbeeld door zo'n sterke zonnevlam getroffen dat in Rome, ongeveer 42° ten noorden van de evenaar, het noorderlicht werd waargenomen. 